# Prolimacodes badia
The Skiff Moth (Prolimacodes badia) là một loài bướm đêm thuộc họ Limacodidae. Nó được tìm thấy ở New Hampshire to Florida, phía tây đến miền nam Ontario, Missouri, Arkansas và Mississippi.

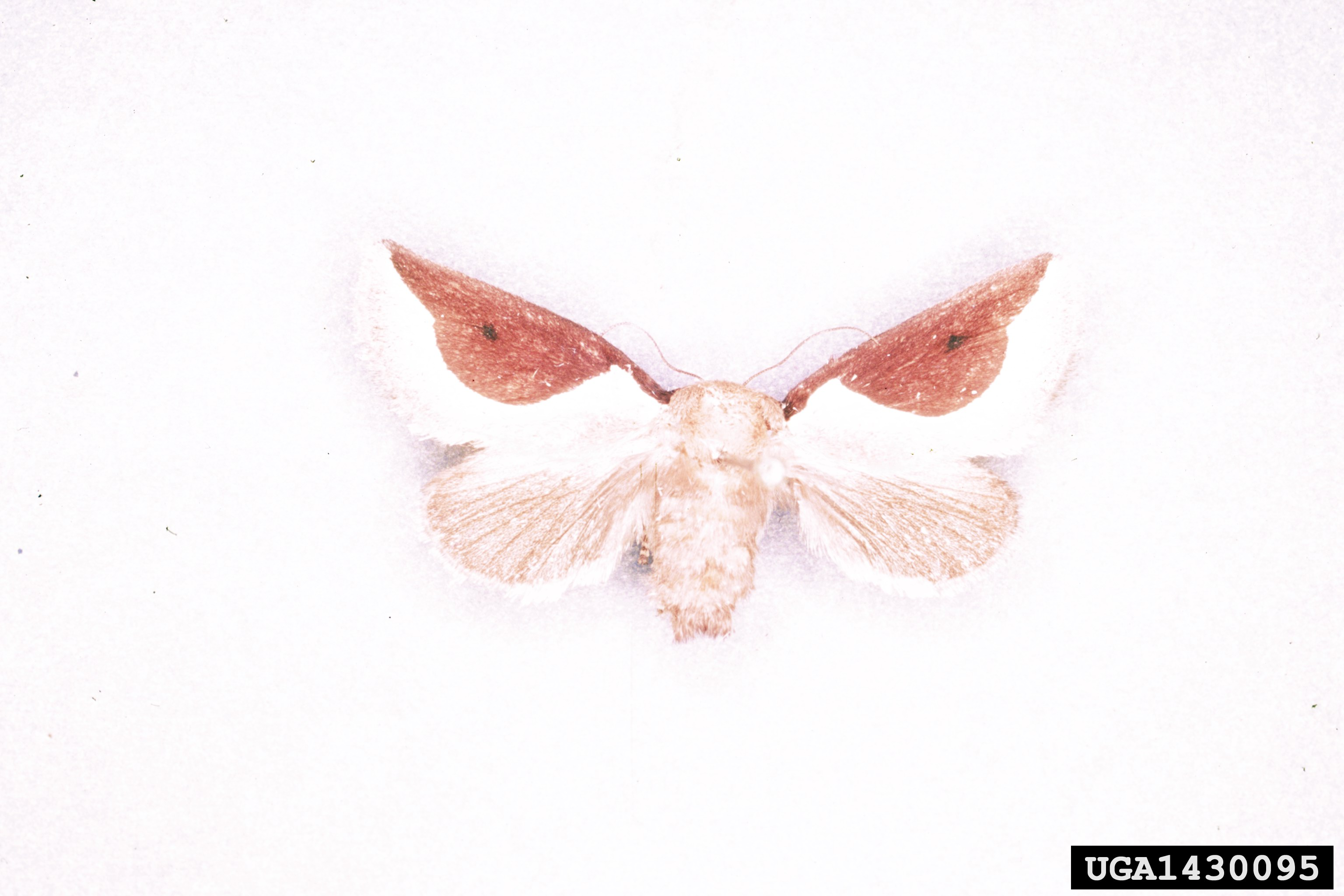
Mounted

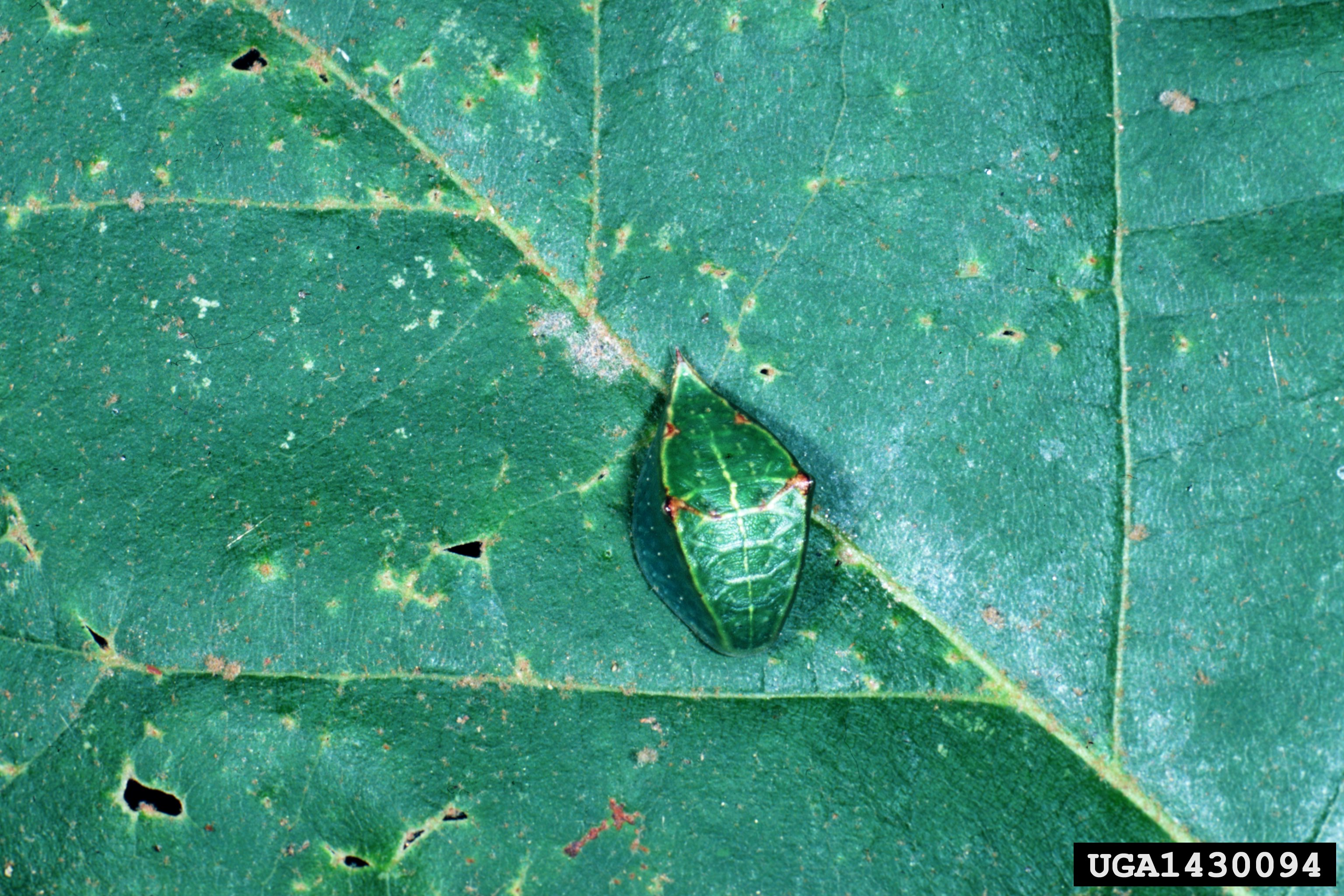
Larva

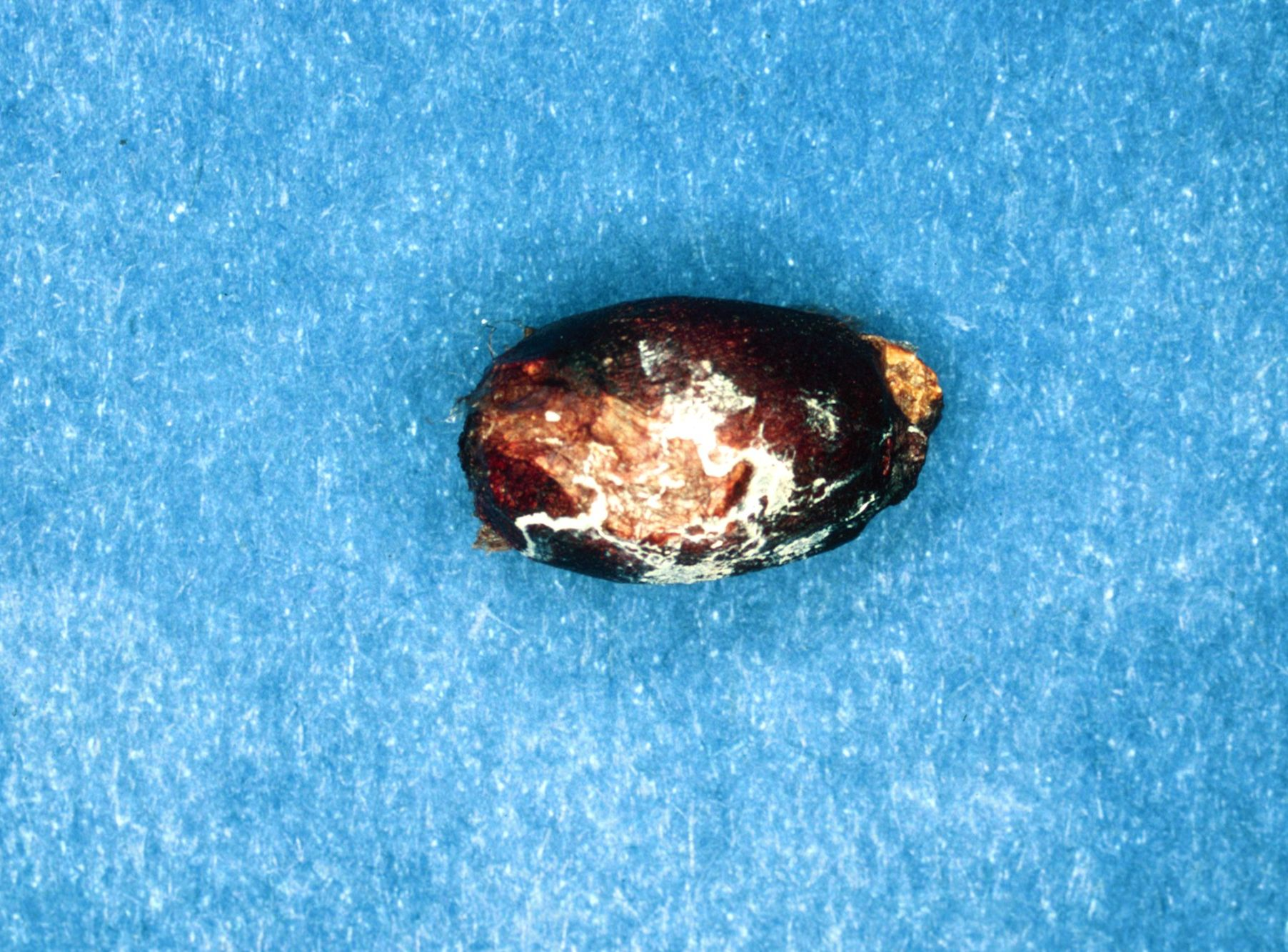
Pupa

Sải cánh dài 24–35 mm. Con trưởng thành bay từ tháng 5 đến tháng 9.
Ấu trùng ăn the leaves of a wide variety of trees và shrubs, bao gồm cây cáng lò (hay cây bulô), cây việt quất, cherry, chestnut, Ostrya virginiana, cây sồi, cây bạch dương, Myrica gale và cây liễu.